# 폭스바겐 타이고
폭스바겐 타이고(영어: Volkswagen Taigo)는 독일의 자동차 제조업체인 폭스바겐에서 2020년부터 생산 중인 소형 쿠페형 SUV이다. Mk6 폴로를 기반으로 하는 타이고는 폭스바겐 그룹 MQB A0 플랫폼을 기반으로 한다.
이 차량은 2020년 5월 브라질에서 공개된 폭스바겐 니부스로 처음 출시되었다. 2021년 다른 남아메리카 시장에 출시되었으며, 2021년 7월 유럽에서는 타이고라는 이름으로 출시되었다. 유럽 시장에서는 티크로스와 나란히 위치하며, 남아메리카에서는 티크로스 아래에 위치한다.

## 개요
폭스바겐 그룹 MQB A0 플랫폼을 기반으로 하는 타이고/니부스는 효율성 및 비용 절감 조치를 위해 Mk6 폴로와 측면 도어, 앞유리, 루프 스탬핑, 서스펜션 설정 및 대부분의 내부 부품을 공유하여 밀접하게 관련되어 있다. 전면부는 완전히 재설계되었지만, 폭스바겐은 후드를 높여 폴로에 비해 더 높고 견고한 외관을 제공한다. 완전히 새로운 C-필러 스탬핑과 차량 후면부는 트렁크 공간을 폴로의 300리터에서 415리터로 늘린다. 결과적으로, 시장의 다른 서브컴팩트 크로스오버와 달리 타이고/니부스는 높은 비율의 티크로스에 대한 "쿠페 크로스오버" 대안으로 판매될 수 있는 낮은 루프 비율을 가지고 있다. MQB A0 플랫폼이 지원하지 않기 때문에 어떤 시장에서도 사륜구동은 제공되지 않는다.
타이고/니부스는 브라질에서 개발되어 유럽 시장에서 생산 및 판매되는 첫 번째 폭스바겐 모델이다. 브라질에서 생산된 니부스는 라틴 아메리카 시장으로 수출될 예정이며, 크로스오버는 2021년 하반기에 스페인 팜플로나에서 타이고로 생산에 들어갔다.
폭스바겐 두 브라질에 따르면, 스페인 팀 약 30명이 타이고/니부스 프로젝트에 참여했으며, 그 중 일부는 유럽 생산 시작 전에 개발 차량에 대해 배우기 위해 브라질 시설을 방문했다. 폭스바겐은 타이고/니부스가 물리적 프로토타입 없이 가상 현실과 증강 현실을 사용하여 개발되었다고 주장했다. 그 결과 프로젝트 시간이 10개월 단축되었고 상당한 비용 절감 효과를 얻었다.

### 타이고
타이고는 니부스의 출시 1년 후인 2021년 7월 28일 유럽 시장에 출시되었다. 폴로 및 티크로스와 함께 스페인 팜플로나 공장에서 생산되며, 디자인은 남아메리카 니부스에서 크게 이어졌으며 몇 가지 사소한 변경 사항이 있다. R-라인 모델이 플래그십 모델로 제공된다. VW는 이 모델이 "(유럽) 소형차 세그먼트에 출시되는 최초의 SUV 쿠페"라고 밝혔다. 매끈한 루프라인은 트렁크 공간을 희생시키는데, 타이고의 적재 용량은 438리터로, 유럽 티크로스의 455리터에 비해 작다.

전륜구동으로 제공되며, 출시 당시 두 가지 가솔린 엔진 옵션이 있다. 1.0리터 터보차저 3기통 TSI는 95 PS (70 kW; 94 hp) 또는 110 PS (81 kW; 108 hp)을 제공하며, 1.5리터 터보차저 4기통은 150 PS (110 kW; 148 hp)으로 평가된다. 95 PS (70 kW; 94 hp) 유닛은 표준 5단 수동변속기와 페어링되며, 110 PS (81 kW; 108 hp) 엔진은 6단 수동변속기 또는 7단 DSG 듀얼 클러치 변속기를 선택할 수 있다.

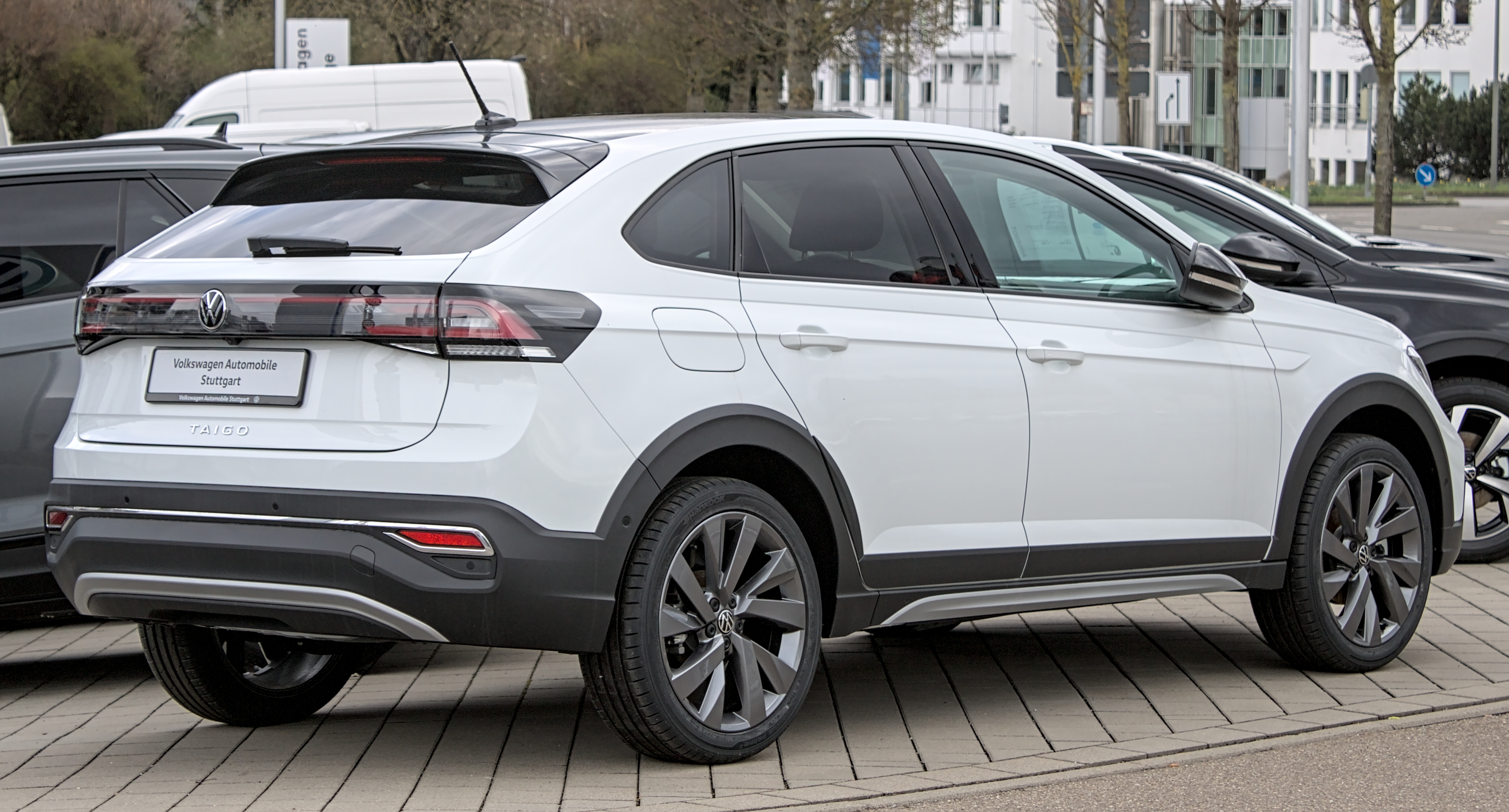
후면부
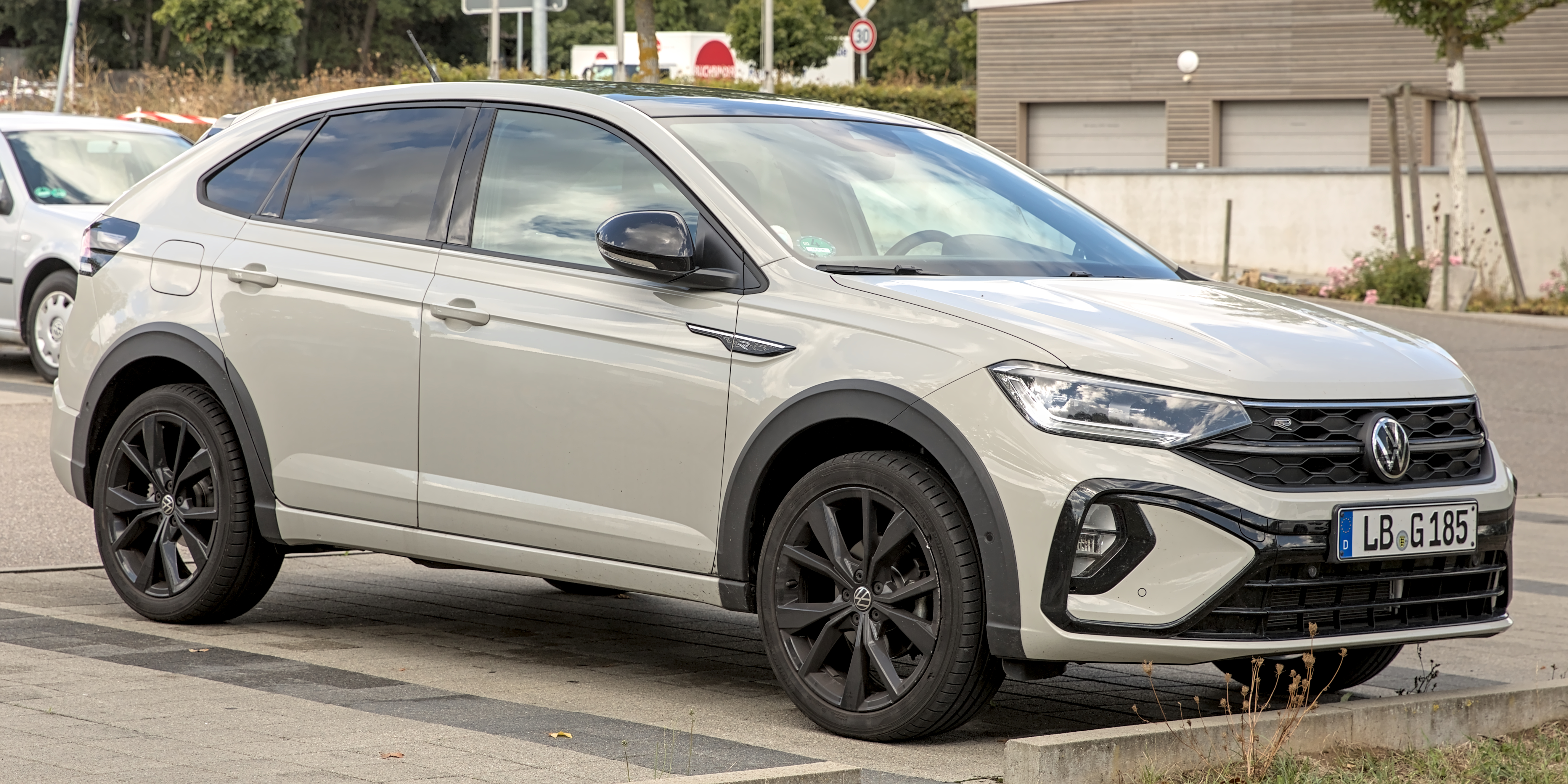
타이고 R-라인
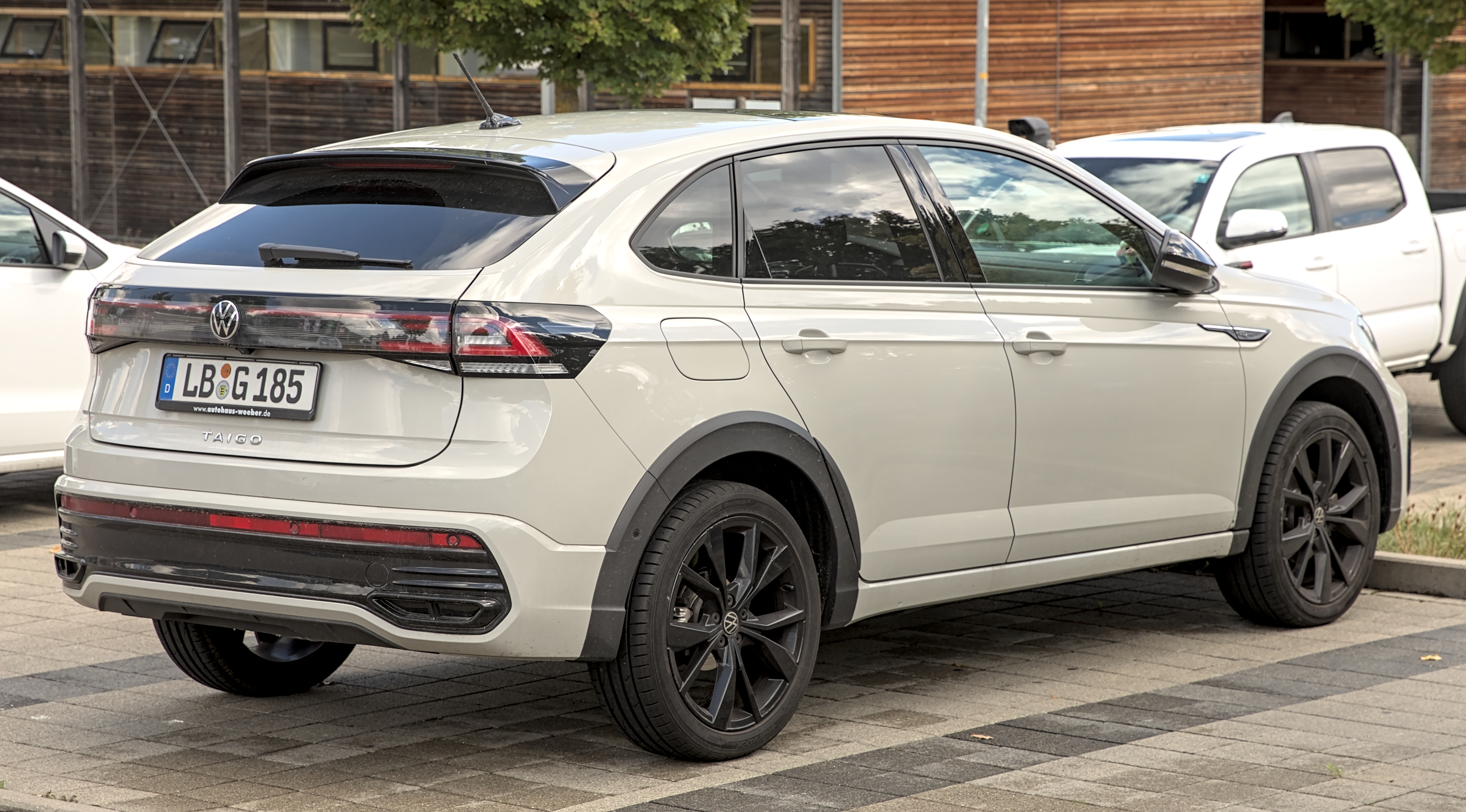
후면부
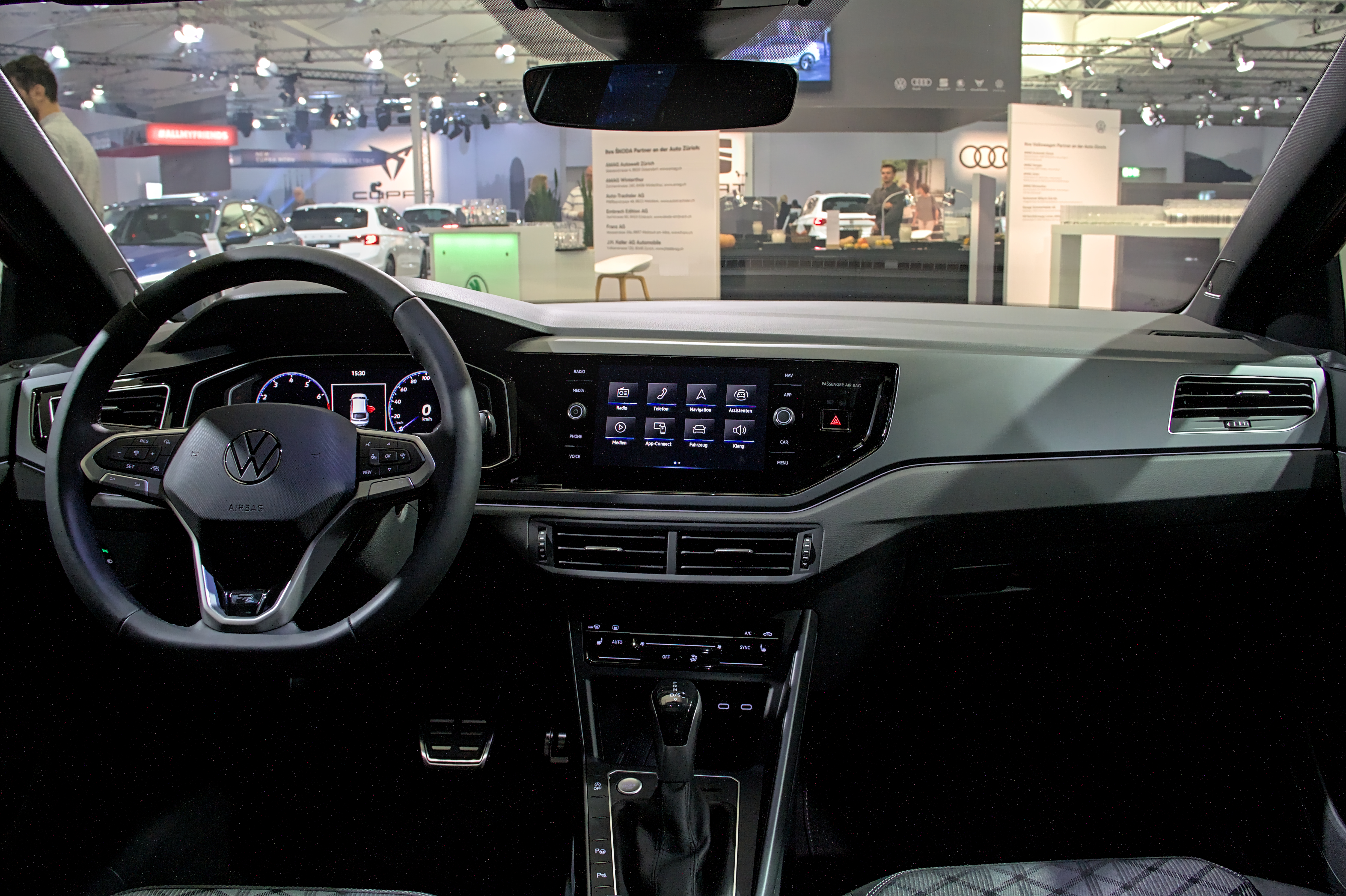
실내

### 니부스
2020년 5월 28일 브라질에서 데뷔한 니부스는 폭스바겐이 티크로스에 이어 해당 세그먼트를 차지하는 두 번째 차량이다. 이 모델은 폴로 및 비르투스와 함께 브라질 상베르나르두두캄푸의 안치에타 공장에서 MQB A0 플랫폼을 공유하며 제작된다. 니부스는 118 PS (87 kW; 116 hp)으로 평가되는 1.0리터 TSI 터보차저 3기통 가솔린 엔진으로 구동된다. 200 TSI로 명명된 이 유닛은 에탄올로도 작동하며, 이 경우 130 PS (96 kW; 128 hp)을 생성한다. 이 엔진은 6단 자동 변속기와 전륜 구동에 연결된다.
수출 전용 옵션은 170 TSI이며, 95hp 버전의 동일한 엔진에 5단 수동 변속기가 장착되어 아르헨티나 및 우루과이와 같이 브라질보다 수동 변속기가 더 선호되는 국가에서 사용할 수 있다.
내부적으로 니부스는 유럽 폴로와 동일한 대시보드를 공유하며, 라틴 아메리카 폴로와는 약간 다른 모습을 보인다. 인포테인먼트 시스템은 브라질에서 완전히 개발된 멀티미디어 인터페이스인 VW 플레이를 특징으로 한다.
니부스는 2021년 12월 멕시코에 출시되었으며, 브라질에서 수입되었다.

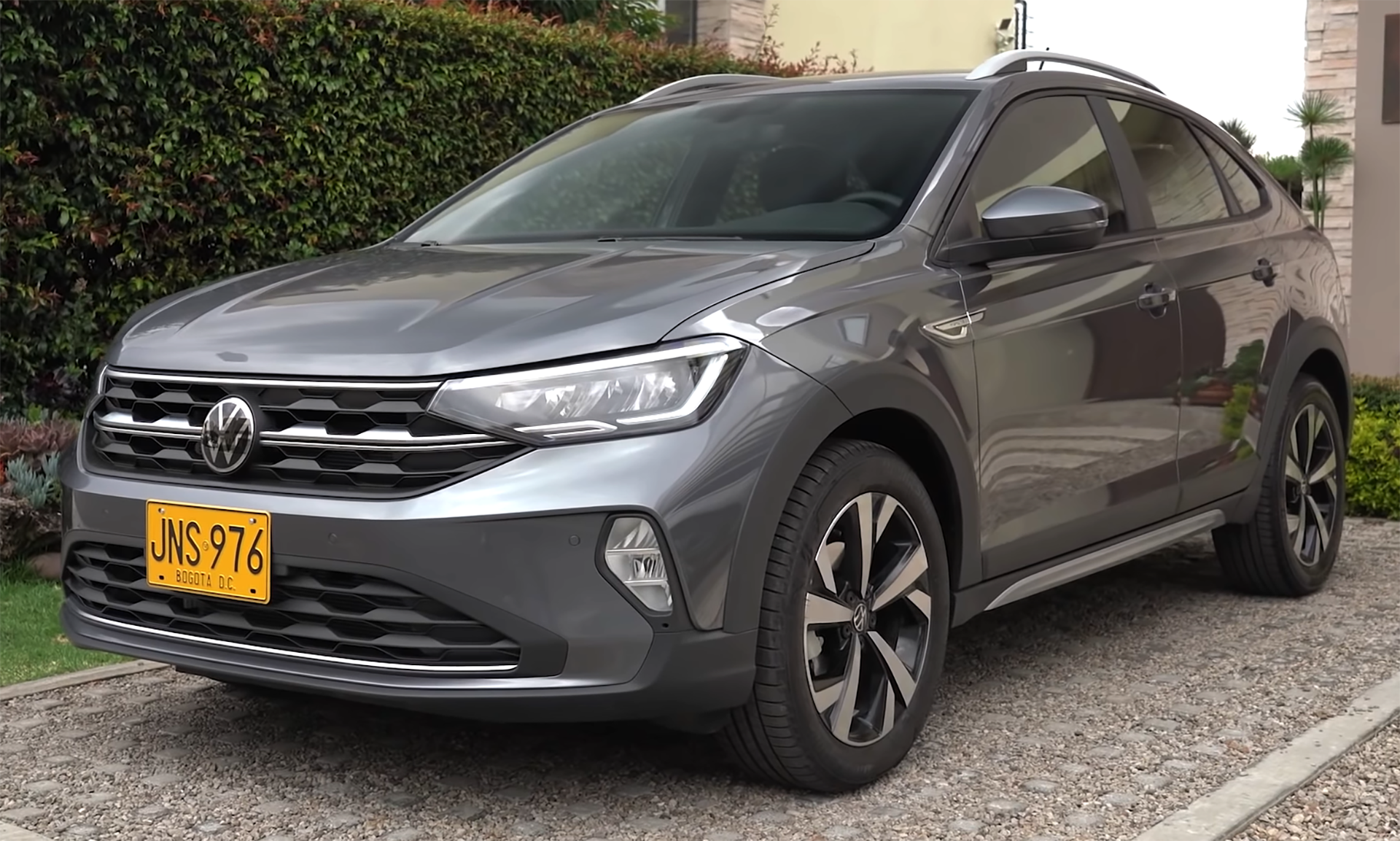
2021년 폭스바겐 니부스 하이라인 (콜롬비아)
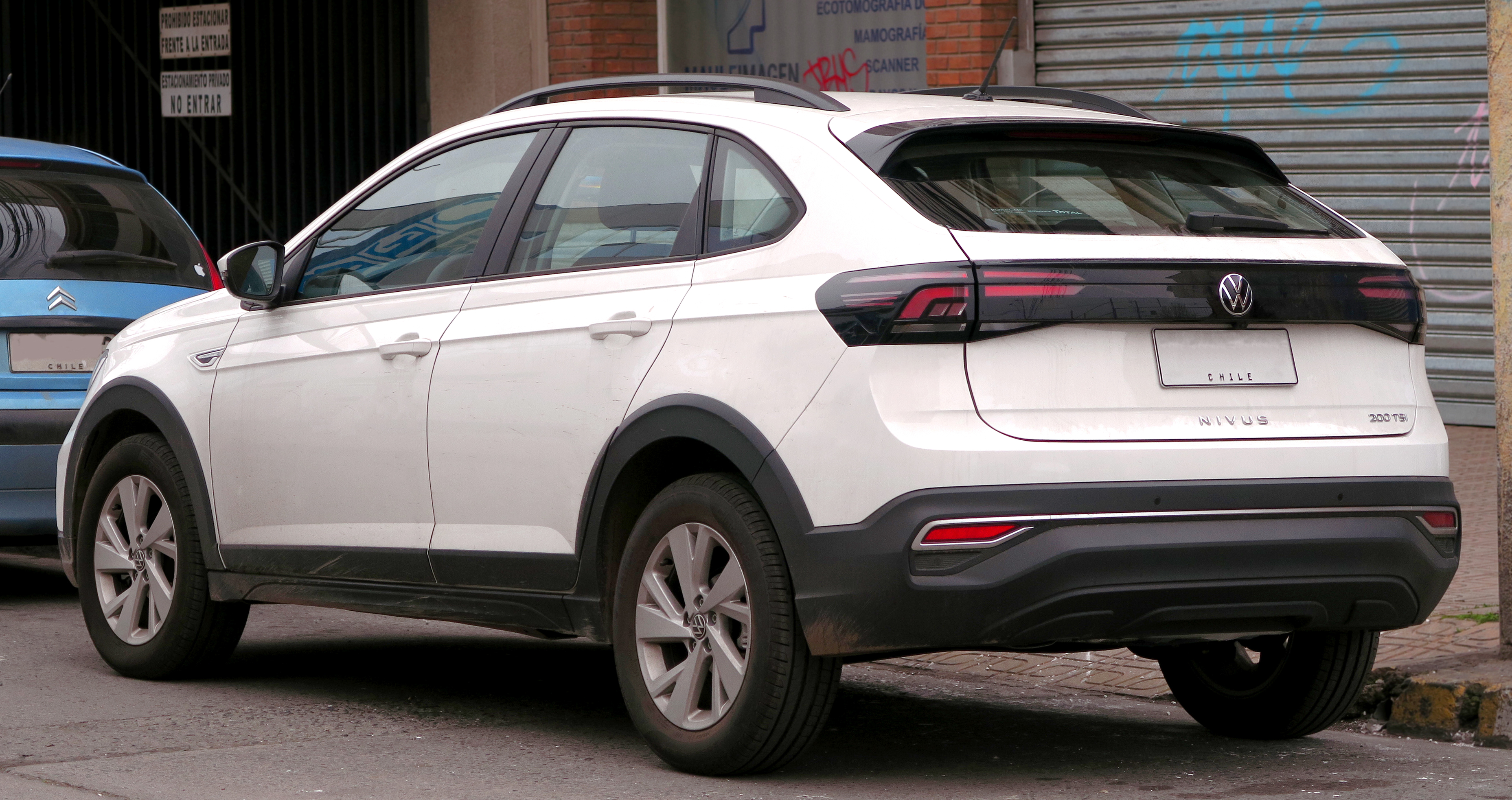
2021년 폭스바겐 니부스 컴포트라인 (칠레)
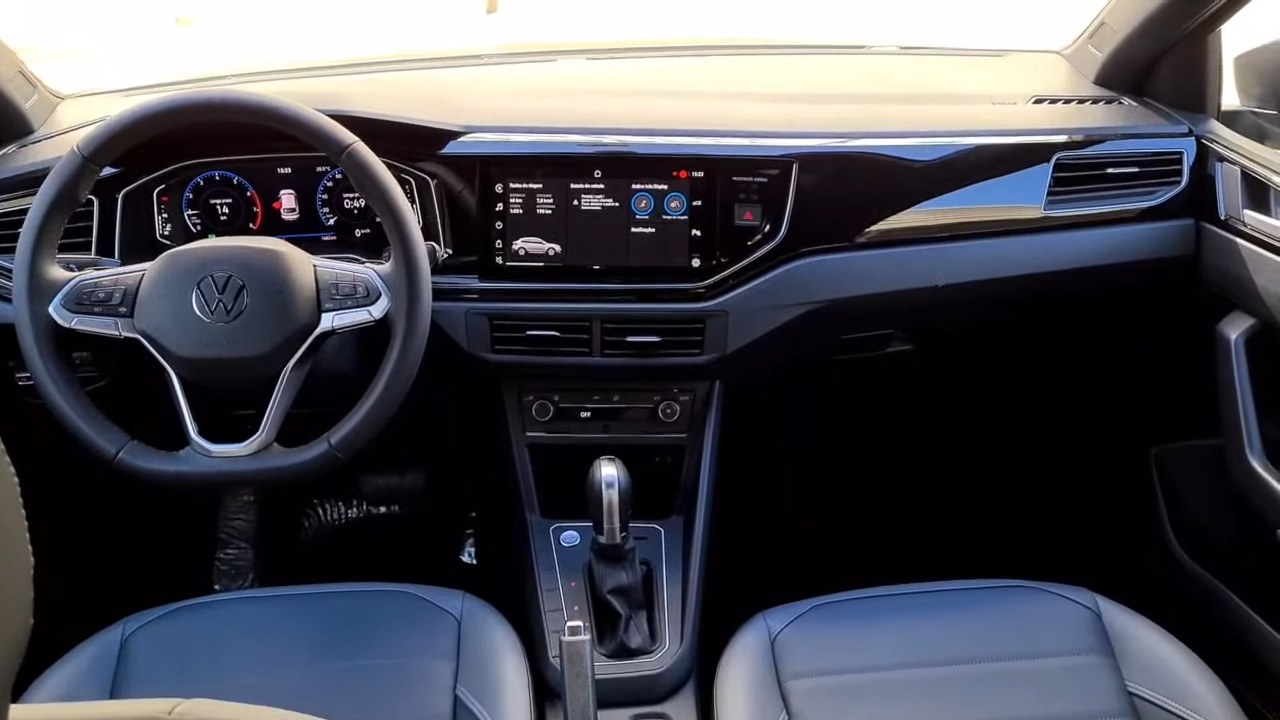
실내

## 파워트레인
| 가솔린 기관 | 가솔린 기관 | 가솔린 기관 | 가솔린 기관                             | 가솔린 기관         | 가솔린 기관                 | 가솔린 기관 |
| 모델        | 배기량      | 시리즈      | 최고 출력                               | 최대 토크           | 변속기                      | 시장        |
| ----------- | ----------- | ----------- | --------------------------------------- | ------------------- | --------------------------- | ----------- |
| 1.0 TSI 95  | 999 cc I3   | EA211       | 95 PS (70 kW; 94 hp)                    | 175 N·m (129 lb·ft) | 5단 수동변속기              | 유럽        |
| 1.0 TSI 110 | 999 cc I3   | EA211       | 110 PS (81 kW; 108 hp)                  | 200 N·m (148 lb·ft) | 6단 수동변속기 또는 7단 DSG | 유럽        |
| 1.0 200 TSI | 999 cc I3   | EA211       | 118 PS (87 kW; 116 hp) (가솔린 사용 시) | 200 N·m (148 lb·ft) | 6단 자동변속기              | 남아메리카  |
| 1.0 200 TSI | 999 cc I3   | EA211       | 130 PS (96 kW; 128 hp) (에탄올 사용 시) | 200 N·m (148 lb·ft) | 6단 자동변속기              | 남아메리카  |
| 1.5 TSI 150 | 1,498 cc I4 | EA211       | 150 PS (110 kW; 148 hp)                 | 250 N·m (184 lb·ft) | 6단 수동변속기 또는 7단 DSG | 유럽        |

## 판매
| 연도 | 브라질 | 아르헨티나 | 우루과이 | 멕시코 | 유럽   | 튀르키예 |
| ---- | ------ | ---------- | -------- | ------ | ------ | -------- |
| 2020 | 16,242 | 1,149      | 60       |        |        |          |
| 2021 | 36,669 | 5,459      | 734      |        | 1,688  |          |
| 2022 | 39,407 | 4,237      | 943      | 3,203  | 66,698 | 6,149    |
| 2023 | 52,106 | 3,674      | 114      | 5,139  |        | 10,334   |
| 2024 | 55,922 |            |          | 2,596  |        | 14,115   |

1. ↑  유럽: 2020년 EU 27개국 + 영국 + 스위스 + 노르웨이 + 아이슬란드

## 안전
후면 디스크 브레이크는 니부스에서 선택 사항이다.

### 라틴 NCAP
6개의 에어백, 에어백 스위치, UN127, ESC, ISA, 전체 SBR 및 선택 사양인 자동긴급제동장치가 장착된 라틴 아메리카 니부스는 2022년 새로운 프로토콜(2014년 유로 NCAP과 유사)에 따라 라틴 NCAP에서 5성 등급을 받았다.

### 유로 NCAP
타이고는 2022년 폴로의 파트너 모델로 유로 NCAP에서 테스트되었으며, 최고 등급인 별 5개의 안전 등급을 획득했다.